# Край Никшич (стадион)
Стадион «Край Бистрице» (черног. Стадион «Край Бистрице» / Stadion «Kraj Bistrice») — многофункциональный стадион в черногорском городе Никшиче. Вмещает в себя 5124 зрителя. На этом стадионе проводят свои матчи молодежная сборная Черногории и клуб «Сутьеска».

## Сегодня
Стадион в настоящее время используется в основном для футбольных матчей и как домашняя арена клуба «Сутьеска».
Футбольное поле размеров 105 х 70 метров.
29 марта 2019 года представители Никшича, Комитета общественных работ Черногории и футбольной ассоциации подписали контракт на реконструкцию западной трибуны стадиона. Новая трибуна будет рассчитана примерно на 3200 мест, её постройка будет завершена к концу 2022 года.